# Zinowij Pełenski
Zinowij Mychajło Pełenski, ukr. Зиновій Михайло Пеленський, pol. Zenobiusz Michał Pełeński (ur. 26 stycznia 1890 w Wełdzirzu, zm. 28 października 1943 we Lwowie) – ukraiński działacz społeczny i narodowościowy w Polsce, polityk, poseł na Sejm III, IV i V kadencji w II Rzeczypospolitej.

## Życiorys
Ukończył gimnazjum w Kołomyi i Wydział Prawa Uniwersytetu Lwowskiego oraz studia prawnicze i Akademię Handlową w Wiedniu.
W czasie studiów w Wiedniu był w 1916 roku przewodniczącym ukraińskiego stowarzyszenia Sicz, organizował czytelnię i spółdzielnię studencką.
W 1918 roku pracował jako rzeczoznawca ds. gospodarczych przy rządzie Zachodnioukraińskiej Republiki Ludowej i był delegatem tego rządu z misją dyplomatyczną w Pradze, następnie służył w Ukraińskiej Armii Halickiej.
W II Rzeczypospolitej był organizatorem spółdzielczości ukraińskiej na wsi, przyczynił się do przekształcenia ukraińskiego Ziemskiego Banku Hipotecznego w spółkę akcyjną. Od 1927 roku pracował jako główny referent propagandowy w Związku Rewizyjnym Spółdzielni Ukraińskich  (RSUK) i od 1930 roku był redaktorem naczelnym jego organu prasowego „Hospodarśko-Kooperatywnyj Czasopys”.
Był członkiem władz Ukraińskiej Partii Narodowo-Demokratycznej, Proświty i towarzystwa „Silśkyj Hospodar” we Lwowie, od 1929 roku był członkiem Centralnego Komitetu Ukraińskiego Zjednoczenia Narodowo-Demokratycznego (UNDO). W czasie V Zjazdu Ludowego UNDO w styczniu 1938 roku został wybrany na zastępcę sekretarza generalnego.
Reprezentował Ukraińców na międzynarodowych kongresach spółdzielców (m.in. w Sztokholmie), mniejszości narodowych (m.in. w Londynie i Genewie) oraz w Lidze Narodów. Był przedstawicielem Ukraińców na kongresach: VII Kongresie Mniejszości Narodowych w Genewie (1931), VIII Kongresie Mniejszości Narodowych (Wiedeń, 1932), IX Kongresie Mniejszości Narodowych w Genewie (1933), XII Kongresie Mniejszości Narodowych w Genewie (1936), XIV Kongresie Mniejszości Narodowych w Sztokholmie (1938).
Był również członkiem Rady Głównej Towarzystwa Ukraińskich Urzędników Prywatnych „Suprucha” i sekretarzem powołanego 25 lipca 1933 w związku z wielkim głodem na Ukrainie sowieckiej Ukraińskiego Społecznego Komitetu Pomocy Cierpiącej Ukrainie.
W wyborach parlamentarnych w 1928 roku został zastępcą posła na liście państwowej nr 24 (Lista Katolicko-Narodowa).
W wyborach parlamentarnych w 1930 roku został wybrany na posła na Sejm III kadencji (1930–1935) z listy nr 11 (Ukraiński i Białoruski Blok Wyborczy) w okręgu wyborczym nr 57 (Łuck). W kadencji tej należał do Klubu Ukraińskiego, pracował w komisji budżetowej.
W wyborach parlamentarnych w 1935 roku został ponownie wybrany na posła na Sejm IV kadencji (1935–1938) 92 751 głosami z okręgu nr 64, obejmującego powiaty: buczacki, trembowelski i podhajecki. W kadencji tej należał do Klubu URP. Pracował w komisjach: budżetowej (był zastępcą członka), kontroli długów państwa (zastępca członka) i rolnej.
W wyborach parlamentarnych w 1938 roku został również wybrany na posła na Sejm V kadencji (1938–1939) z okręgu wyborczego nr 68 (Kałusz). Był zastępcą członka komisji budżetowej.
Po agresji ZSRR na Polskę przeszedł na teren okupacji niemieckiej – do Lublina, gdzie w okresie 1940–1941 był komisarzem Banku Rolniczego, po wybuchu wojny niemiecko sowieckiej i zajęciu Galicji Wschodniej przez Wehrmacht, wrócił do Lwowa, gdzie organizował i zarządzał (jako dyrektor) Bankiem Rolniczym SA. Był również działaczem ukraińskich spółdzielni na terenie Chełmszczyzny i Podlasia.
Pochowany na Cmentarzu Łyczakowskim we Lwowie

## Życie prywatne
Był synem Andrija (1864–1940), greckokatolickiego duchownego, pioniera spółdzielczości rolniczej w Galicji i Melanii z domu Rakowśkiej.
Miał córkę Lidię Pelenską-Paslawskyj, zmarłą w 2016 r. w USA.